# Herdy Gerdy
Pour les articles homonymes, voir Gerdy.
Herdy Gerdy est un jeu vidéo d'action développé par Core Design et édité par Eidos Interactive, sorti en 2002 sur PlayStation 2.

## Système de jeu
La mécanique principale du jeu est le rassemblement de bétail (en l’occurrence, des animaux imaginaires) et de trouver des objets

## Accueil
- Jeuxvideo.com : 15/20[1]